# Khadija Shaw
Khadija Monifa "Bunny" Shaw CD (Spanish Town, 31 de gener de 1997) és una futbolista professional jamaicana que juga com a davantera al club de la Super League femenina Manchester City i com a capitana de la selecció de Jamaica. És la màxima golejadora de tots els temps de Jamaica tant en dones com en homes, té el rècord conjunt de la majoria de hat tricks a la WSL i va ser guardonada com a Jugadora de l'Any de la CONCACAF el 2022.
Shaw va jugar anteriorment al club de la Division 1 Bordeus, es va convertir en la màxima golejadora la temporada 2020-21 i va ser premiat dues vegades com a Jugadora del Mes. Amb el Manchester City, és la guanyadora de la Copa de la Lliga i va ser escollida Jugadora de la Temporada del club com a màxima golejadora la temporada 2022-23. Per a la mateixa temporada, Shaw va ser nomenada a l'Equip de l'Any de la WSL i dues vegades premiada com a Jugadora del Mes de la WSL.

## Carrera del club

### Florida Krush
El 2018, Shaw va jugar a l'equip semiprofessional de WPSL Florida Krush.

### Bordeus

#### 2019-20
El 7 de juny de 2019, l'equip del Bordeus de la Division 1 Féminine va anunciar que havia fitxat Shaw amb un contracte de dos anys. Khadija va fer el seu debut professional el 25 d'agost de 2019 amb el Bordeus contra el FC Fleury 91. En el seu partit de debut, va anotar un doblet que va portar a la victòria de l'equip local per 4-1. Va repetir la seva actuació, en un partit fora d'aquest cop contra el Dijon FCO, en el seu segon partit. En la seva primera temporada, va marcar 10 gols i va fer cinc assistències en 15 partits de lliga.

#### 2020-21
Shaw va marcar quatre gols en la victòria per 6-1 sobre el FC Fleury 91 el 10 d'octubre de 2020. Va continuar i va anotar hat-tricks contra el Dijon FCO i l'Estadi de Reims durant la temporada, el primer es va produir el 31 d'octubre de 2020 per ajudar-los a guanyar una victòria a casa per 5-1 i el darrer el 23 de gener de 2021 per ajudar a Bordeus. a una gran victòria per 7-1. La seva carrera de gols i el seu rendiment general li van valer la Jugadora Femenina del Mes de la Division 1 dues vegades els mesos d'octubre de 2020 i gener de 2021. Va acabar la seva segona temporada de lliga amb 22 gols i set assistències en 20 partits guanyant el premi a la màxima golejadora, superant Marie-Antoinette Katoto per un gol i també guanyant un lloc a l'equip de Trophées FFF D1 Féminine de la temporada 2020-2021. Va ser nominada als premis a la millor jugadora de la temporada per als Trophées UNFP du football i els Trophées FFF D1 Féminine, però va ser seperada en tots dos per Kadidiatou Diani.

### Manchester City

#### 2021–22
El 17 de juny de 2021, Manchester City va anunciar que havia fitxat Shaw del Bordeus per tres anys. Shaw durant la seva primera temporada al club va ser utilitzada principalment com a segona opció en la davantera darrere d'Ellen Blanc. Va marcar el seu primer hat-trick per al club en un 6–0 FA la copa contra Ciutat de Leicester. També va ser la màxima golejadora de la Copa de la Lliga 2021–22. Shaw va continuar per obtenir una medalla de guanyadors a la final de la Copa de la Lliga, derrotant el Chelsea 3–1. Més tard va marcar quatre gols en Ciutat d'Home 7–2 vèncer sobre Brighton i Hove dins el Super League. Acabaria la seva primera temporada com la segona màxima golejadora de l'equip amb 16 gols.

#### 2022–23
Shaw va es va establir com la davantera titular després de la retirada d'Ellen White. El 12 de març de 2023, Shaw va marcar un doblet en la victòria per 2-1 sobre Brighton & Hove Albion, que va portar el seu balanç a 26 gols en 22 partits amb set partits de WSL per acabar, convertint-se en la jugadora femenina amb més gols del Manchester City en una sola temporada i a batre el rècord de 24 gols de Nikita Parris la temporada 2018-19. El 5 de maig de 2023, Shaw va ser nomenada Jugadora Femenina de l'Any de la CONCACAF 2022, convertint-se en la primera jugadora del Carib de la història a guanyar el premi. El 27 de maig, Shaw va marcar el seu 50è gol amb el club quan va marcar dues vegades en la victòria per 3-2 sobre l'Everton en el seu darrer partit de la Super League femenina de la temporada. Al final de la temporada 2022-23, va marcar 31 gols en 30 partits en totes les competicions amb el Manchester City i va ser nomenada jugadora de la temporada del club. No va obtenir la Bota d'Or de la Super League femenina, superada per Rachel Daly per dos gols, després de liderar les llistes de màxims golejadores durant la major part de la temporada. El gol de Shaw contra l'Arsenal el 2 d'abril de 2023 va ser votat com a gol de la temporada del club. A més, va ser nomenada a l' Equip de l'Any PFA WSL 2023 i nominada com una de les 30 candidates a la Pilota d'Or Femenina. El 30 de maig de 2023, Shaw va signar una pròrroga de contracte de dos anys, que la mantindria al club fins al 2026.

#### 2023–24
El 26 de novembre de 2023, Shaw va marcar un hat trick a la primera part contra el Tottenham en una victòria per 7-0 contra el club, seguit d'un altre hat trick contra l'Everton el 17 de desembre per convertir-se en la màxima golejadora de la WSL amb 9 gols en 9 aparicions. Va ser premiada com la Jugadora del Mes de la WSL del desembre de 2023. El 21 de gener de 2024, Shaw va marcar el seu tercer hat trick de la temporada 2023–24 contra el Liverpool, per convertir-se en la màxima anotadora conjunta de hat trick a la lliga, al costat de Vivianne Miedema de l'Arsenal amb cinc hat tricks. Shaw va marcar en la victòria per 1-0 contra el Chelsea, aconseguint el Manchester City igualat en punts amb el Chelsea al capdavant de la lliga.

## Carrera internacional
Shaw ha jugat internacionalment als nivells sub-15, sub-17, sub-20 i sènior per a Jamaica, debutant amb el primer als 14 anys.
Shaw va fer el seu debut internacional sènior el 23 d'agost de 2015, marcant dos gols en la victòria per 6-0 sobre la República Dominicana en un partit de classificació olímpica. El 2019, Shaw va formar part de l'equip de Jamaica que es va classificar per a la Copa del Món de 2019. En fer-ho, es van convertir en la primera nació del Carib a classificar-se per a una Copa del Món femenina. Tornaria a portar el seu país al Mundial de 2023, on van arribar als vuitens de final; aquesta va ser la primera vegada que l'equip nacional femení o masculí passava a una fase eliminatòria de la Copa del Món.

## Honors
- Copa de la Lliga femenina de la FA: 2021–22[41]
- Subcampiona de la FA Cup femenina: 2021–22[42]

Jamaica
- Tercer lloc del Campionat Femení CONCACAF: 2018,[43] 2022[44]

Individual
- Jugadora de l'any CONCACAF: 2022,[24] subcampiona: 2018[45]
- Millor XI del Campionat W de la CONCACAF: 2022[46]
- Millor XI femení de la CONCACAF : 2018[45]
- Màxim golejador femení de la Divisió 1: 2020-2021[14]
- Jugadora del mes de la Division 1: octubre de 2020,[10] gener de 2021[9]
- Trophées FFF D1 Femení - Equip de l'any: 2020–2021[14]
- Jugadora del mes de la WSL: octubre de 2022,[47] març de 2023,[48] desembre de 2023[33]
- Jugador del mes dels fans de PFA WSL: gener de 2022[49]
- Jugador de la temporada del Manchester City : 2022–23[27]
- Gol de la temporada del Manchester City: 2022–23[27]
- Equip de l'any PFA: FA WSL 2022–23[50]

Ordres
- rang de comandant (CD): Ordre de distinció: 2020[51][52]

### Premis i reconeixements
El 2018, Shaw va ser nomenada Futbolista Guardian de l'Any, un premi atorgat a un futbolista "que ha fet alguna cosa realment notable, ja sigui superant l'adversitat, ajudant els altres o donant exemple esportiu actuant amb una honestedat excepcional".